# Samtrèdia
Samtrèdia (georgià: სამტრედია [sɑmtʼrɛdiɑ]) es una vila de Geòrgia, capital del municipi homònim a la regió d'Imerècia.
El 2014, la localitat tenia 25.318 habitants.

## Localització geogràfica
Es troba a la regió d'Imerècia, uns 40 quilòmetres al sud-oest de la capital regional Kutaisi, 65 quilòmetres cap a l'interior des del port de Poti al mar Negre per la carretera E60, a la riba de la confluència dels rius Tskhenistsqali i Rioni i al límit amb la regió de Mingrèlia.

## Història
Va ser fundada la dècada de 1870 com a un poblat ferroviari. Samtrèdia es troba al ferrocarril Poti-Baku, que va entrar en funcionament l'any 1872 i és el ferrocarril més antic de Geòrgia. Després que el territori al voltant de Batumi fos cedit de l'Imperi Otomà a l'Imperi Rus pel Tractat de Berlín el 1878, la construcció d'una connexió ferroviària amb Batumi va començar immediatament. Aquesta es bifurcava de la línia existent a Samtrèdia. La ciutat es va desenvolupar al voltant d'aquesta branca des de 1874 i aviat es va convertir en un centre industrial, assolint l'estatus urbà el 1921..
Deguda la importància que tenia com a encreuament ferroviari estratègic pel país, va ser molt important durant els actes de pressió per aconseguir la independència georgiana. El juliol de 1990 va ser bloquejat durant cinc dies per revolucionaris antisoviètics, tornant a ser bloquejat durant els mesos de març i abril del 1991 pel govern nacionalista de Zviad Gamsajurdia. Durant la guerra civil de Geòrgia el 1993, la ciutat va ser ocupada pels partidaris de l'antic president Gamsakhurdia. Durant els atacs de les tropes governamentals sota el control d'Eduard Xevardnadze, la infraestructura econòmica va ser destruïda en gran part.

## Economia
Les principals empreses del país actualment són una fàbrica de gelats, una fàbrica de ciment i una empresa d'asfalt. Els Ferrocarrils de Geòrgia, Sakartvelos Rkinigsa, mantenen àmplies instal·lacions per al trànsit de mercaderies i passatgers. Les empreses més petites se centren en la fabricació de roba i articles per a la llar.

## Educació i Cultura
Samtrèdia té un teatre, onze escoles públiques, dues escoles privades i una escola d'agricultura.

## Esports
- FC Samtredia

## Personatges Il·lustres
- Andrea Razmadze - Matemàtic, co-fundador de la Universitat Estatal de Tbilisssi.
- Johann Nikuradse - Enginyer i físic alemany.
- Alexander Nikuradse - També conegut pel seu pseudònim Al. Sanders, va ser un físic georgiano-alemany i politòleg nazi.
- Kakha Kaladze – Alcalde de Tbilisi, cinc vegades Futbolista georgià de l'any i excapità de la selecció de futbol de Geòrgia,
- Akaki Chachua - Medallista olímpic en lluita grecoromana.
- Davit Jojua - Jugador d'escacs.
- Meri Arabidze - jugadora d'escacs.